# Васильев, Владимир Анатольевич (генерал)
Владимир Анатольевич Васильев (7 сентября 1940 — 4  декабря 2016, Москва, Российская Федерация) — советский и российский военачальник, начальник Военно-инженерной академии имени В. В. Куйбышева (1992—1995), генерал-лейтенант в отставке.

## Биография
Родился в городе Лиски Воронежской области,СССР.
В 1958 году окончив среднюю школу  в г. Лиски поступил в  Тюменское военно-инженерное училище, которое закончил в 1963 году.
Учился в Военно-инженерной академии имени В. В. Куйбышева,(окончил в 1973 году) Академии Генерального штаба Вооруженных Сил СССР (окончил в 1987 году).
В 1988—1992 гг. — начальник штаба Инженерных войск ВС СССР 
В 1992—1995 гг. — начальник Военно-инженерной академии имени В. В. Куйбышева. 
Член Совета ветеранов инженерных войск Вооружённых Сил РФ (1995-2016).
Имел воинское звание генерал-лейтенанта.
Умер в 2016 году.